# Seduzione e vendetta
Seduzione e vendetta (Seduced and Betrayed) è un film per la televisione statunitense del 1995 di genere thriller erotico diretto da Félix Enríquez Alcalá.

## Trama
Victoria Landers è una ricca donna benestante che comincia ad avere dei sentimenti verso un uomo uscito di prigione recentemente, Dan Hiller, condannato per aver presumibilmente ucciso sei donne. Ma fino a quando tra i due cominciano una vera e pericolosa relazione sentimentale.